# Mylène Lazare
Mylène Lazare (Lagny-sur-Marne, 20 novembre 1987) è un'ex nuotatrice francese.

## Carriera
Ha fatto parte della staffetta che vinse la medaglia di bronzo nella 4x200m stile libero alle Olimpiadi di Londra 2012 (dove competé solo in batteria).

## Palmarès
- Giochi olimpici

Londra 2012: bronzo nella 4x200m sl.
- Mondiali

Barcellona 2013: bronzo nella 4x200m sl.
- Mondiali in vasca corta

Dubai 2010: bronzo nella 4x200m sl.
- Europei

Eindhoven 2008: oro nella 4x200m sl.